# İdil

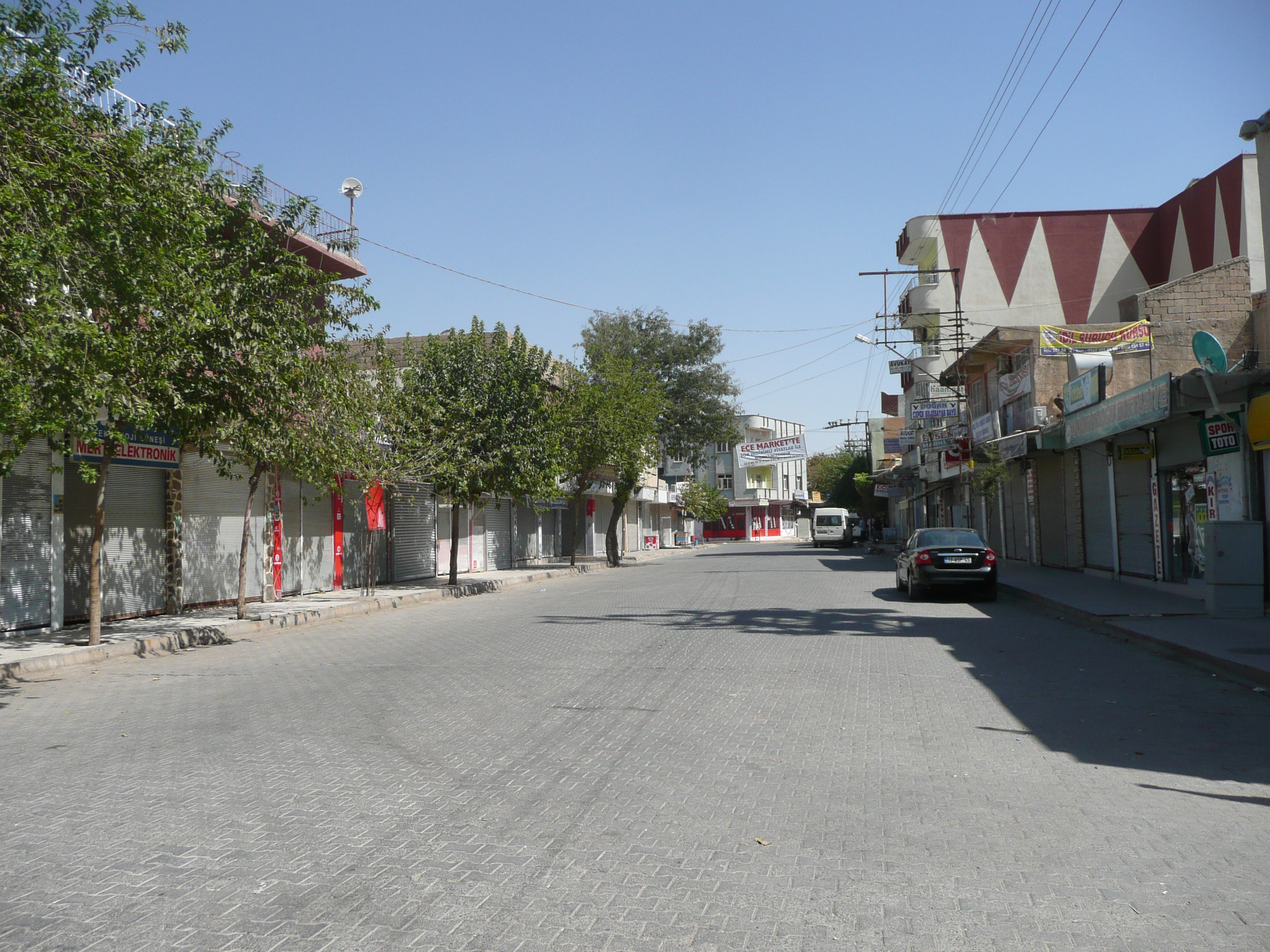
Idil

İdil (historisch reichsaramäisch ܒܝܬ ܙܒܕܐ Beth Zabday oder ܐܙܟ Āzaḵ; arabisch آزخ Azech, kurdisch Hezex) ist eine Kleinstadt und ein Landkreis in der südostanatolischen Provinz Şırnak im Tur Abdin in der Türkei.

## Stadt
İdil liegt etwa 54 km Luftlinie westlich von der Provinzhauptstadt Şırnak, Straßenkilometer sind es 71. Die im Stadtlogo vorhandene Jahreszahl (1937) dürfte auf das Jahr der Ernennung zur Stadtgemeinde (Belediye) hinweisen.

## Geografie
Der Landkreis İdil grenzt im Westen und Norden an die Provinz Mardin, intern grenzt er an die Kreise Güçlükonak im Norden sowie Cizre im Osten. Die Staatsgrenze zu Syrien bildet auf etwa 45 km die südliche Grenze.

### Lage
Die Entfernungen zu weiteren Ortschaften in der Umgebung verteilen sich wie folgt:
|                | Dargeçit 53 km                              |             |
| Öğündük 17 km  | Kompassrose, die auf Nachbargemeinden zeigt | Cizre 28 km |
| Günyurdu 63 km |                                             |             |

## Verwaltung
Der Landkreis Idil entstand durch das Gesetz Nr. 3233 und wurde 1937 aus folgenden Teilen gebildet:
- aus dem Kreis Cizre: 29 Dörfer (damals Mevkiler, Ortschaften genannt) aus dem Nahiye Hazak
- aus dem Kreis Midyat: 24 Dörfer aus dem Nahiye Baspirin
- aus dem Kreis Nusaybin: 18 Dörfer aus dem Nahiye Alyan

Zu diesem Zeitpunkt gehörten alle drei Kreise noch zum Vilâyet Mardin.
Ende 2020 besteht der Kreis Idil neben der Kreisstadt (mit 38,7 Prozent der Landkreisbevölkerung) aus zwei weitere Gemeinden (Belediye): Karalar (4.088) und Sırtköy (2.363 Einw.) sowie 63 Dörfer (Köy, Mehrzahl Köyler) mit durchschnittlich 637 Einwohnern pro Dorf. 25 Dörfer haben mehr Einwohner als der Durchschnitt, sieben weniger als 100 Einwohner. Diese Dörfer sind die bevölkerungsreichsten:
- Pınarbaşı (2.895)
- Oyalı (2.333)
- Tekeköy (2.228)
- Özen (2.009)

- Tepeköy (1.935)
- Çığır (1.922)
- Oymak (1.355)
- Sulak (1.350)
- Yarbaşı (1.162)
- Ortaköy (1.070)
- Yavşan (1.063)
- Aksoy (1.037 Einw.)

## Klima
Die Jahreszeiten sind sehr ausgeprägt. Viele Niederschläge im Frühling und Herbst; heiße und trockene Sommer, kalte und stark verschneite Winter. Die Temperaturschwankungen belaufen sich auf −10 °C im Winter bis +52 °C im Sommer.

## Bevölkerung

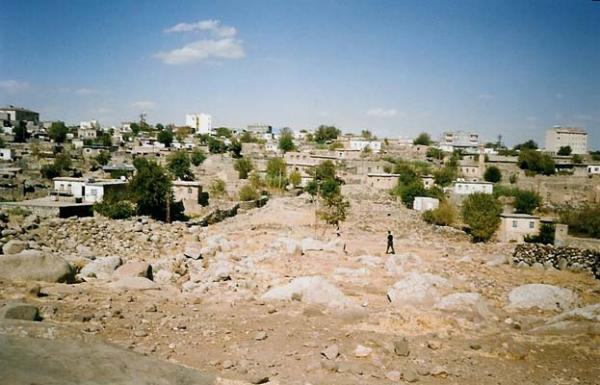
İdil im Jahre 1999

İdil wird größtenteils von Kurden bewohnt, daneben gibt es Türken, Araber und Aramäer. Entsprechend der Bevölkerungsstruktur wird überwiegend kurdisch und türkisch gesprochen. Als lokale Besonderheit hat sich in İdil unter arabischem Einfluss ein Dialekt der aramäischen Sprache entwickelt, das Azcheni. Es zählt zu den Turoyodialekten. Sprecher dieses Dialekts leben heute fast ausschließlich außerhalb von İdil.
Azech war ursprünglich fast nur von Aramäern bewohnt. Heutzutage sind die Einwohner zum größten Teil Muslime. Nur ein kleiner Teil der heutigen Bevölkerung identifiziert sich als Aramäer und gehört somit der Syrisch-Orthodoxen Kirche an.

### Volkszählungsergebnisse
Nachfolgende Tabelle gibt die bei den zwölf Volkszählungen nach Bildung des Kreises Idil dokumentierten Einwohnerstände wieder.
Die fünf oberen Wertezeile wurden den E-Book der Originaldokument entnommen, die darunter liegenden Werte entstammen der Datenabfrage des Türkischen Statistikinstituts TÜIK – abrufbar über deren Webseite.

| Jahr | Gesamt | Kreisstadt | anteilig (%) | ländlich |
| ---- | ------ | ---------- | ------------ | -------- |
| 1940 | 13.573 | 1.657      | 12,21        | 11.916   |
| 1945 | 12.269 | 1.344      | 10,95        | 10.925   |
| 1950 | 12.844 | 1.081      | 8,42         | 11.763   |
| 1955 | 14.313 | 1.176      | 8,22         | 13.137   |
| 1960 | 20.959 | 1.694      | 8,08         | 19.265   |
| 1965 | 25.176 | 2.109      | 8,38         | 23.062   |
| 1970 | 28.006 | 2.883      | 10,29        | 25.123   |
| 1975 | 32.149 | 4.862      | 15,12        | 27.287   |
| 1980 | 36.274 | 6.202      | 17,10        | 30.072   |
| 1985 | 39.863 | 8.465      | 21,24        | 31.398   |
| 1990 | 44.064 | 12.905     | 29,29        | 31.159   |
| 2000 | 59.993 | 19.123     | 31,88        | 40.870   |

## Geschichte

### Der Ort bis zur Antike
Beth Zabday ist eine historische mesopotamische Siedlung. Wann die Stadt genau gegründet wurde, ist nicht bekannt.
Beth Zabday wurde früh christianisiert, der Legende nach durch Mor Agai, den ersten Bischof von Urhoy, und Mor Aho, ebenfalls aus Urhoy. Bereits aus dem Jahr 120 ist ein Bischof von Beth Zabday bekannt, die Stadt war im 3. Jahrhundert einer von 17 Bischofssitzen im Osten.

### Perserkriege
Am 28. April 226 eroberten die Perser unter Ardaschir I. Ben Babek, dem Gründer des sasanidischen Reiches, die Stadt. Der persische König Schapur II. (310–379) unterdrückte in den Jahren 337–339 die Bewohner des Gebietes, angeblich fielen seinem Regime an einem einzigen Tag 120.000 Menschen zum Opfer, davon 9.000 in Beth Zabday. Verschiedene Quellen berichten über die unterschiedlichsten Verbannungsorte der nicht getöteten Einwohner.
Nachdem im Jahr 244 der syrische Offizier Felib als Philippus Arabs zum römischen Kaiser wurde, schloss dieser mit den Persern ein Friedensabkommen, das den Frieden in den Grenzgebieten für einige Jahre sicherte.
Im Jahre 360 eroberte Bushabur Beth Zabday für die Perser und ernannte seinen Bruder Zert zum Regenten der Stadt. Er siedelte im Jahre 362 dann einen Teil der Bevölkerung in den Osten des persischen Reiches um. Für lange Zeit gehörte die Stadt Persien und der persischen Kirche (Alte Apostolische Kirche des Ostens) an.

### 19. Jahrhundert
Anfang des 19. Jh. leitete Schammas Stayfo die Geschicke von Beth Zabday. Nachfolger wurde sein Neffe Shaq Bazo. Dieser verweigerte dem Mire Botan, dem kurdischen Emir von Botan, der seinen Sitz in der heutigen Stadt Cizre hatte, den üblichen Tribut. Daraufhin überfiel Beth Zabday gemeinsam mit Mire Kora, dem „einäugigen Emir“ von Rewanduz, die Stadt. Dies leitete die erste große Fluchtbewegung in der Geschichte von Beth Zabday ein. Zahlreiche Mädchen und Frauen wurden in den Irak entführt.

### 20. Jahrhundert
Im Ersten Weltkrieg belagerte die türkische Armee – unterstützt von der deutschen Armee und kurdischen Warlords – die Stadt ab Anfang August 1915. Im Winter 1916/1917 kam es nach der Zerstörung der Felder zu einer Hungersnot und Krankheiten. Viele Familien wanderten aus, vor allem in das nahegelegene Qamischli im heutigen Syrien sowie in den Libanon.
Mit dem Sykes-Picot-Abkommen (1916) wurden die heutigen Staatsgebiete den damaligen Mandatsmächten Frankreich und Großbritannien zugesprochen und der Türkei eine noch nicht feste Grenze. 1923 wurde auf der Lausanner Friedenskonferenz beschlossen, der neu gegründeten türkischen Republik das heutige Staatsgebiet um Beth Zabday zuzuschreiben.
Nach dem Ersten Weltkrieg verlieh die neue laizistische Türkische Republik unter Kemal Atatürk Christen und Muslimen die gleichen Rechte als Staatsbürger und gaben den nicht türkischstämmigen syrischen Christen türkische Nachnamen. Die allgemeinen Lebensbedingungen der Christen verbesserten sich, und das Verhältnis zwischen Christen und Muslimen entspannte sich in der Folge etwas. Die Stadt erhielt den türkischen Namen İdil.
Mit dem Ausbruch des Zweiten Weltkriegs wurden viele Männer eingezogen, und eine große Hungersnot herrschte im Tur Abdin. Hinzu kamen immer wieder Auseinandersetzungen mit kurdischen Muslimen. Hunderte Familien wanderten zu dieser Zeit in das nur 20 Kilometer südöstlich liegende al-Malikiya (syrisch Dêrik) im heutigen Syrien aus.
Vor dem Hintergrund der griechisch-türkischen Auseinandersetzungen und der Zypernkrise 1964 wurde vonseiten der Kurden auf die Aramäer des Tur Abdin erneut verstärkt Druck ausgeübt. Wieder verließen viele Aramäer Beth Zabday. Meist folgen sie bereits ausgewanderten Verwandten in die syrische Stadt al-Malikiya, eine Minderheit ging nach Qamischli, in den Irak und den Libanon.
Als im Jahre 1974 im Vorfeld der Bürgermeisterwahlen ein Attentat auf den syrisch-orthodoxen Bürgermeister und einige einflussreiche Männer verübt wurde und ein Muslim kandidierte, um den traditionell christlichen Bürgermeister abzulösen, löste das die bisher größte Auswanderungswelle, diesmal nach Europa, aus. Sie erreichte ihren Höhepunkt 1978, als ein Muslim das Amt des Bürgermeisters übernahm. Größere Gemeinden von Emigranten haben sich in einigen Orten und Gegenden Schwedens und Deutschlands gebildet. Einzelne Familien siedelten sich in zahlreichen anderen Ländern an.

## Wirtschaft und Versorgung
Neben Handwerk betreiben die Bewohner dieser Stadt hauptsächlich Landwirtschaft. Sie leben vom Anbau von Getreide, Wein, Obst und Gemüse sowie von der Vieh- und Bienenzucht.
Als zu Beginn der 1960er Jahre ein Rekrutierungsbüro in Diyarbakır Fremdarbeiter für Deutschland anwarb, schickten viele Familien ihre erwachsenen Söhne zum Arbeiten nach Deutschland, damit diese so zum Lebensunterhalt der Familien in İdil beitragen konnten.

## In İdil geborene Personen
- Jacques Behnan Hindo (1941–2021), syrisch-katholischer Erzbischof von Hassaké-Nisibi
- Leyla Bilge (* 1981), deutsche kurdischstämmige Frauenrechtlerin, islamkritische Aktivistin und AfD-Politikerin